# Species inquirenda
Na classificação biológica, uma species inquirenda é uma espécie de identidade duvidosa que requer mais investigação. O uso do termo na literatura biológica de língua inglesa remonta pelo menos ao início do século XIX.
O termo taxon inquirendum tem um significado mais amplo e refere-se a um táxon definido de forma incompleta, cuja validade taxonómica é incerta ou contestada por diferentes especialistas ou é impossível identificar o táxon. Caracterização adicional é necessária.